# António Júdice Cabral
António Joaquim Júdice Cabral, também conhecido por Dr. Júdice Cabral e António Júdice Cabral OSE (Lagos, 23 de Setembro de 1868 - Lagos, 25 de Setembro de 1956), foi um médico, cientista e político português.

## Biografia

### Nascimento e formação
Nasceu na Freguesia de Santa Maria do Concelho de Lagos, em 23 de Setembro de 1868.
Frequentou a Escola Médico-Cirúrgica de Lisboa, tendo concluído com distinção o seu curso em 1892, tendo a sua tese final sido sobre a Siringomielia, doença ainda pouco conhecida na medicina portuguesa. Logo após a sua formatura, foi convidado a ensinar na Escola Médico-Cirúrgica, convite que recusou, de forma a aprofundar os seus conhecimentos sobre neurologia na Sorbonne, em Paris.

### Carreira profissional, política, científica e artística
Trabalhou principalmente como médico, nos caminhos de ferro e a nível municipal e particular em Lagos, e publicou vários trabalhos científicos, destacando-se o estudo Paralisias Espasmódicas da Infância, de 1898, a obra Meningite Cérebro - Espinal realizada em conjunto com o médico Mendonça Corte-Real, e uma tese sobre sanatórios.
Em Lagos, foi presidente da Associação Comercial e Industrial, empresário e presidente da Câmara Municipal, cargo que abandona quando pedem que apoie a ditadura instaurada com golpe de estado de 28 de Maio de 1926.  Também foi presidente da Junta Autónoma do Porto de Lagos, tendo defendido a instalação de um porto comercial na cidade.
Dedicou-se igualmente à sismologia, tendo publicado em 1935 uma obra sobre o terramoto do Baluchistão. Também escreveu poesia, nunca tendo no entanto publicado uma obra nesta área, embora o seu poema A Máxima Ambição tenha sido premiado nos Jogos Florais da Emissora Nacional.

### Falecimento
Morreu na cidade de Lagos, em 25 de Setembro de 1956.

## Prémios e homenagens
Foi distinguido pelo rei D. Carlos com o grau de Oficial da Ordem Militar de Sant'Iago da Espada, tendo sido nomeado Médico Honorário da Real Câmara.
A Câmara Municipal de Lagos colocou o seu nome num parque, tendo sido retratado num medalhão em bronze à entrada deste espaço.